# Inezia caudata
Inezia caudata (tên tiếng Anh: Pale-tipped Tyrannulet) là một loài chim trong họ Tyrannidae.
Nó được tìm thấy ở Brasil, Colombia, Guyane thuộc Pháp, Guyana, Suriname, và Venezuela.
Các môi trường sống tự nhiên của chúng là các khu rừng khô nhiệt đới hoặc cận nhiệt đới, rừng ẩm đất thấp nhiệt đới hoặc cận nhiệt đới, rừng sú vẹt nhiệt đới hoặc cận nhiệt đới, và các khu rừng trước đây bị suy thoái nặng nề.